# Lintuputaansaari
Lintuputaansaari är en ö i Finland. Den ligger i Muonioälven och i Kiruna kommun  intill gränsen mellan Sverige och Finland. Öns area är 14,4 hektar och dess största längd är 0,6 kilometer i nord-sydlig riktning.